# Ignacio María González (politico)
Ignacio María González (Santo Domingo, 26 gennaio 1838 – Santo Domingo, 8 febbraio 1915) è stato un politico dominicano.
È stato per diverse volte Presidente della Repubblica Dominicana nel periodo 1874-1878, anche nelle vesti di Capo Supremo o di Capo Generale.